# Темняковщина
 Темняковщина  — деревня в Орловском районе Кировской области. Входит в состав Орловского сельского поселения.

## География
Расположена на расстоянии примерно 19 км по прямой на северо-запад от райцентра города Орлова.

## История
Известна с 1710 года как починок  Мининской с 1 двором, в 1763 34 жителя, в 1802  9 дворов. В 1873 году здесь (починок  Мининской или Темняковы) дворов 14 и жителей 79, в 1905 (починок  Мининской или Темняковщины) 9 и 67, в 1926 (деревня Темняковщина или Мининский) 15 и 65, в 1950 22 и 71, в 1989 34 жителя. Настоящее название утвердилось с 1939 года. С 2006 по 2011 год входила в состав Шадричевского сельского поселения.

## Население
Постоянное население составляло 30 человека (русские 100%) в 2002 году, 16 в 2010.